# FK Modriča Maxima
El Fudbalski Klub Modriča Maxima (serbi ciríl·lic: ФK Moдpичa Максима) és un club de futbol bosnià de la ciutat de Modriča, Republika Srpska.

## Història
Els orígens del club es remunten a l'any 1921, quan l'estudiant Đoka Petrović portà des de Praga la nova activitat. El primer club de futbol fou fundat el 1922. Originàriament s'anomenà Rogulj, adoptant poc després el nom Zora. L'any 1927 desaparegué en ser prohibit per les autoritats. Un nou club fou creat sota el nom Olimpija, esdevenint l'any 1938 FK Dobor, deixant d'existir durant la II Guerra Mundial. L'agost de 1945, un nou club nasqué amb el nom Sloga, anomenat més tard Napredak i finalment el nom FK Modriča.
El seu primer gran èxit arribà la temporada 1968-69, en la qual fou campió amateur de Bòsnia i Hercegovina, i fou segon al campionat amateur de Iugoslàvia. La temporada 2003-04 participà per primer cop a la Primera Divisió de Bòsnia i Hercegovina. A més, guanyà la Copa del país el 26 de maig de 2004. Aquest triomf el va dur a participar la temporada següent a la Copa de la UEFA, on vencé el FC Santa Coloma d'Andorra i fou eliminat pel PFC Levski Sofia búlgar. La temporada 2007-08 es proclamà campió de la lliga nacional.

## Estadi

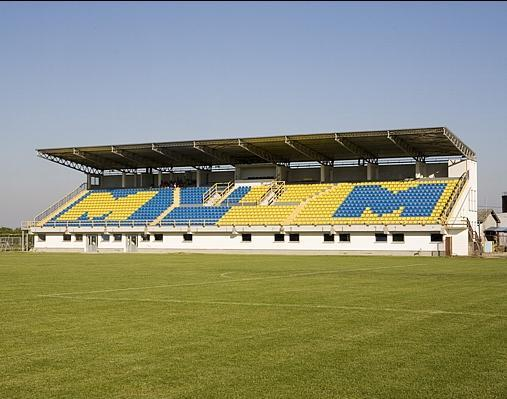
Estadi "Dr. Milan Jelić".

L'estadi del club fou construït i inaugurat el 1962. El seu nom, Dr. Milan Jelić, fa referència al president de la República de Srpska mort el 30 de setembre de 2007.

## Palmarès
- Lliga bosniana de futbol:
  - 2007-08
- Copa bosniana de futbol:
  - 2003-04
- Lliga de la República de Srpska:
  - 2002-03
- Copa de la República de Srpska:
  - 2007

## Participació a Europa
| Temporada | Competició                   | Ronda |           | Club            | Casa | Fora |
| --------- | ---------------------------- | ----- | --------- | --------------- | ---- | ---- |
| 2004-05   | Copa de la UEFA              | 1QR   | Andorra   | FC Santa Coloma | 3-0  | 1-0  |
|           |                              | 2QR   | Bulgària  | Levski Sofia    | 0-3  | 0-5  |
| 2008-09   | Lliga de Campions de la UEFA | 1QR   | Albània   | Dinamo Tirana   | 2-1  | 2-0  |
|           |                              | 2QR   | Dinamarca | Aalborg BK      | 1-2  | 0-5  |